# Laneros
Laneros (algunas veces estilizado como LANeros) es una comunidad digital creada en 1999 que cuenta hoy con más de 375.000 miembros alrededor del mundo. Su eslogan es "Adicción Digital"
El nombre Laneros viene de las llamadas LAN parties, donde las personas se reunían con sus amigos, llevaban sus computadores y se conectaban a través de una LAN (por las siglas en inglés de Red de Área Local), en esa época la velocidad de las conexiones por internet no permitía realizar partidas multijugador estables, por lo que la LAN era la mejor solución. Los fundadores de Laneros eran entusiastas de estos eventos y decidieron crear un sitio para su "clan". El sitio fue tomando auge y se ha convertido en lo que es hoy, el portal de noticias varias y foros dedicado a la difusión de la tecnología en Colombia y varios países de habla hispana.